# Vienna (New Jersey)
Vienna è un census-designated place (CDP) degli Stati Uniti d'America, situato nello stato del New Jersey, nella contea di Warren.

## Storia
La cittadina venne all'inizio chiamata "Cumminstown", dal nome della famiglia Cummins, i primi coloni che comprarono terre in quell'area nel 1755 e vi rimasero fino al 1880.
Nel 1828, il nome venne cambiato in Vienna, dalla capitale dell'Austria, Paese di origine della famiglia Cummins. Nel 1839 venne eretta una chiesa cristiana.
Nel 1882, la popolazione era cresciuta fino a 450 abitanti, a quel tempo Vienna aveva in ufficio postale, un albergo, una fabbrica di sedie, una fonderia e vari esercizi commerciali.